# Henriëtte d’Oultremont de Wégimont

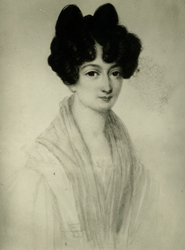
Henriette d’Oultremont

Henriëtte Adriana Ludovica Flora Gräfin d’Oultremont de Wégimont (* 28. Februar 1792 in Maastricht; † 26. Oktober 1864 auf Schloss Rahe in Aachen-Laurensberg) war die zweite Gemahlin des ersten niederländischen Königs Wilhelm I.
Henriëtte d’Oultremont de Wégimont wurde als eines von insgesamt fünf Kindern des Lütticher Reichsgrafen Ferdinand L.F.M. d’Oultremont de Wégimont und dessen Gemahlin Johanna Susanna Hartsinck, einer Admiralstochter, geboren. Über ihre Mutter war sie auch mit Apollonius Jan Cornelis Lampsins, nominell Baron von Tobago, verwandt.
Die Missstimmung in der niederländischen Bevölkerung gegen König Wilhelm, die durch seine Weigerung, geforderte Reformen durchzuführen, hervorgerufen wurde, wurde noch zusätzlich verstärkt, als der aus dem streng protestantischen Hause Oranien-Nassau stammende Monarch beabsichtigte, nach dem Tod seiner ersten Ehefrau Königin Wilhelmine von Preußen deren Hofdame, die Katholikin Henriëtte d’Oultremont de Wégimont zu heiraten.
Der Widerstand war so groß – Henriëtte war katholisch und stammte aus Belgien –, dass Wilhelm es geraten fand, am 7. Oktober 1840 zugunsten seines Sohnes Wilhelm II. abzudanken. Er nahm von nun an den Titel König Wilhelm Friedrich Graf von Nassau an und begab sich mit Henriëtte und einem beträchtlichen Vermögen nach Berlin, wo der bereits 71-Jährige am 17. Februar 1841 die 47-jährige Gräfin Henriëtte heiratete, die sich von nun an Gräfin von Nassau nannte. König Wilhelm I. starb nur zwei Jahre später. Das Paar hatte keine Kinder.
Aufgrund ihrer aufopfernden Pflege von Wilhelm I. vor seinem Tod erhielt sie bis zu ihrem Tod eine Apanage vom niederländischen Königshaus und starb 1864 auf Schloss Rahe in Aachen-Laurensberg.
Während alle niederländischen Könige und deren Ehefrauen in der Gruft der Neuen Kirche in Delft beigesetzt wurden, blieb ihr dies als einzige Ausnahme verwehrt. Sie ruht darum nicht an der Seite ihres Mannes, sondern in der Familiengruft in der Kapelle im Park des Stammschlosses Wégimont im belgischen Soumagne in der Nähe von Lüttich.
Bis heute ist sie in den Niederlanden unter dem Spottnamen „Jetje Dondermond“ (Kleine Henriette Donnermund) bekannt.